# Dolomit
A dolomit egy karbonátásvány, a kalcium-magnézium-karbonát trigonális kristályrendszerű ásványa. Legtöbbször dolomitnak nevezik a túlnyomórészt dolomitból álló üledékes kőzetet, a dolomitkövet is. A természetben jellemzően mészkővel keveredve alkot kőzetet, e kőzettípust együttesen karbonátos kőzeteknek hívják. Ha a kőzetben kalcit a több, mészkőről beszélünk, ha a dolomit, meszes dolomitról.
A dolomit szó Déodat Gratet de Dolomieu(en) francia mineralógus nevéből származik.

## Kémiai hőbomlása
A hőbomlás után, oxidok keletkeznek, például {\displaystyle {\ce {CaO}}}.
{\displaystyle {\ce {MgCO3->MgO + CO2}}}
Jelen esetben (a fenti egyenletnél) az oxid a {\displaystyle {\ce {CO2}}} és a {\displaystyle {\ce {MgO}}}.

## Leírása
Önálló kristályalakja jellemzően romboéderes, néha nyereg- vagy lencse alakú kristályokat növeszt, de a leggyakrabban szemcsés, tömött vagy földes szövetű. Gyakran alkot pszeudomorfózákat más ásványok után.
Színe a különféle szennyező anyagoktól változatos: fehér, vöröses, barna (barnapát), zöldes, szürke, sőt, feketés is, ami a vas- vagy mangántartalomtól ered. Keménysége és tömöttsége a kalciténál valamivel nagyobb. Hideg savval csak por alakban oldható, meleg sav azonban nagyobb darabokat is felold pezsgés kíséretében.
A lángot sárgáspirosra festi (Ca) kiváltképp a HCl-oldata, s egy fehér maradék marad vissza, amely kobaltoldattal megcsöppentve és ismét hevítve vörös lesz (Mg). A dolomit izomorf a kalcittal s az izomorf elemek (Fe, Mn, Zn) részben helyettesítése által keletkeznek a válfajok is.

## Előfordulása
Európai lelőhelyei a Szent Gotthárd-hágó környéke, (Tirol), Freiberg, Joachimsthal, valamint Traversalla vidéke. Magyarországon is előfordul többek között a Budai-hegységben, a Bakonyban és a Bükkben.